# Gresiile de pe Stânca Dracului
Gresiile de pe Stânca Dracului (monument al naturii) este o arie protejată de interes național ce corespunde categoriei a III-a IUCN (rezervație naturală de tip geologic și peisagistic) situată în județul Sălaj, pe teritoriul administrativ al comunei Hida.

## Localizare
Aria naturală se află în partea central-sud-estică a județului Sălaj, în sud-estul Depresiunii Almaș-Agrij, pe teritoriul sud-vestic al satului Hida, în imediata apropiere a drumului național DN1G, care leagă Sânmihaiu Almașului de satul Chendrea
.

## Descriere
Rezervația naturală „Gresiile de pe Stânca Dracului” (cu o suprafață de 0.001 ha) a fost declarată arie protejată prin Legea Nr.5 din 6 martie 2000 (privind aprobarea Planului de amenajare a teritoriului național - Secțiunea a III-a - zone protejate) și reprezintă o stâncărie (formațiune geologică de forma unei ciuperci) în lunca văii Almașului. Stânca s-a format prin detașarea ei de la pachetul de gresii ca urmare a eroziunii apelor și a acțiunilor atmosferice, luând forma unei ciuperci cu o înălțime de 6,50 m. Stânca este constituită din gresii în partea superioară și gresii și microconglomerate la bază, astfel prin procesele de eroziune desfășurate de-a lungul timpului, aceasta a luat forma unei ciuperci.

## Imagini

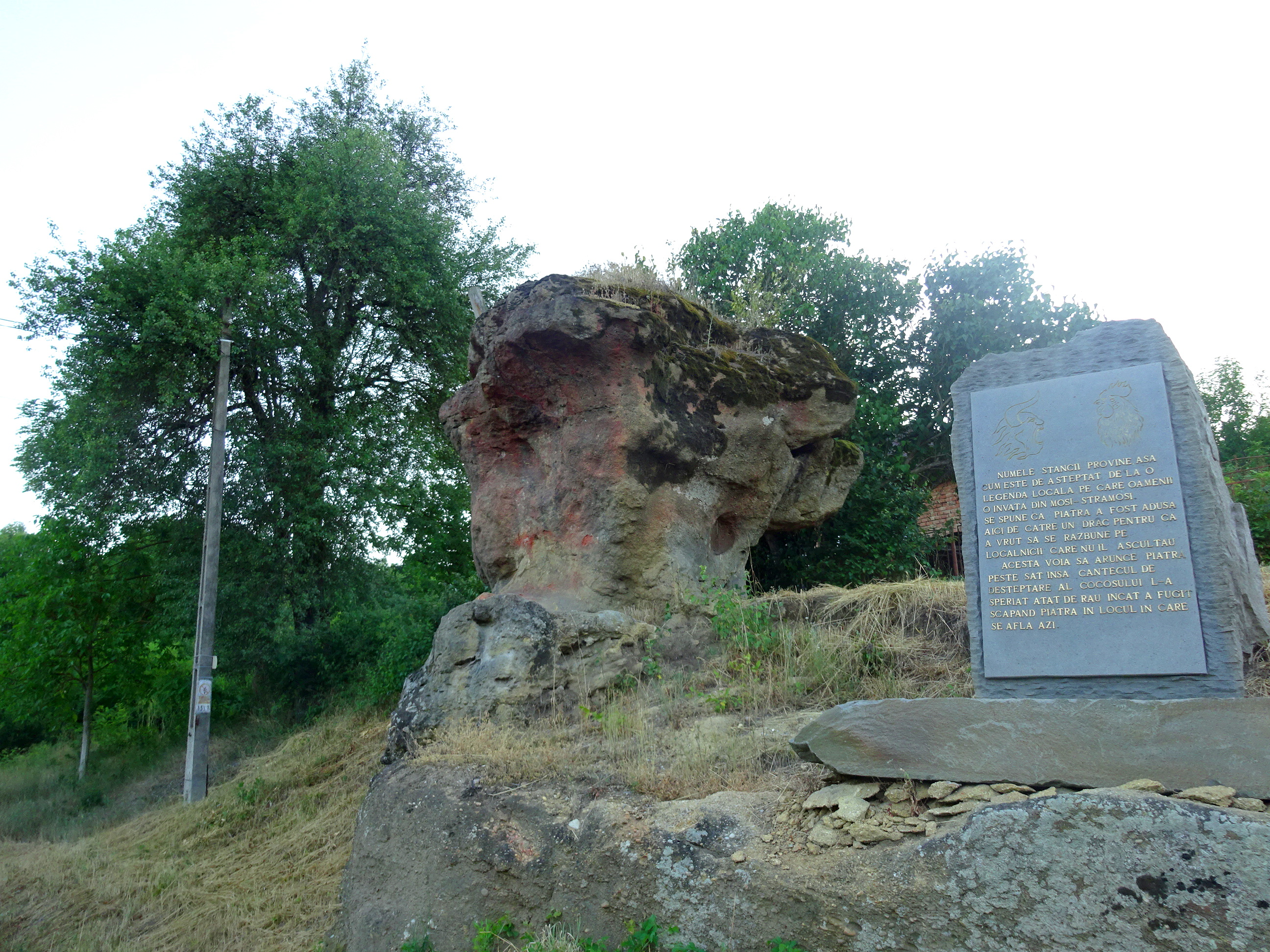
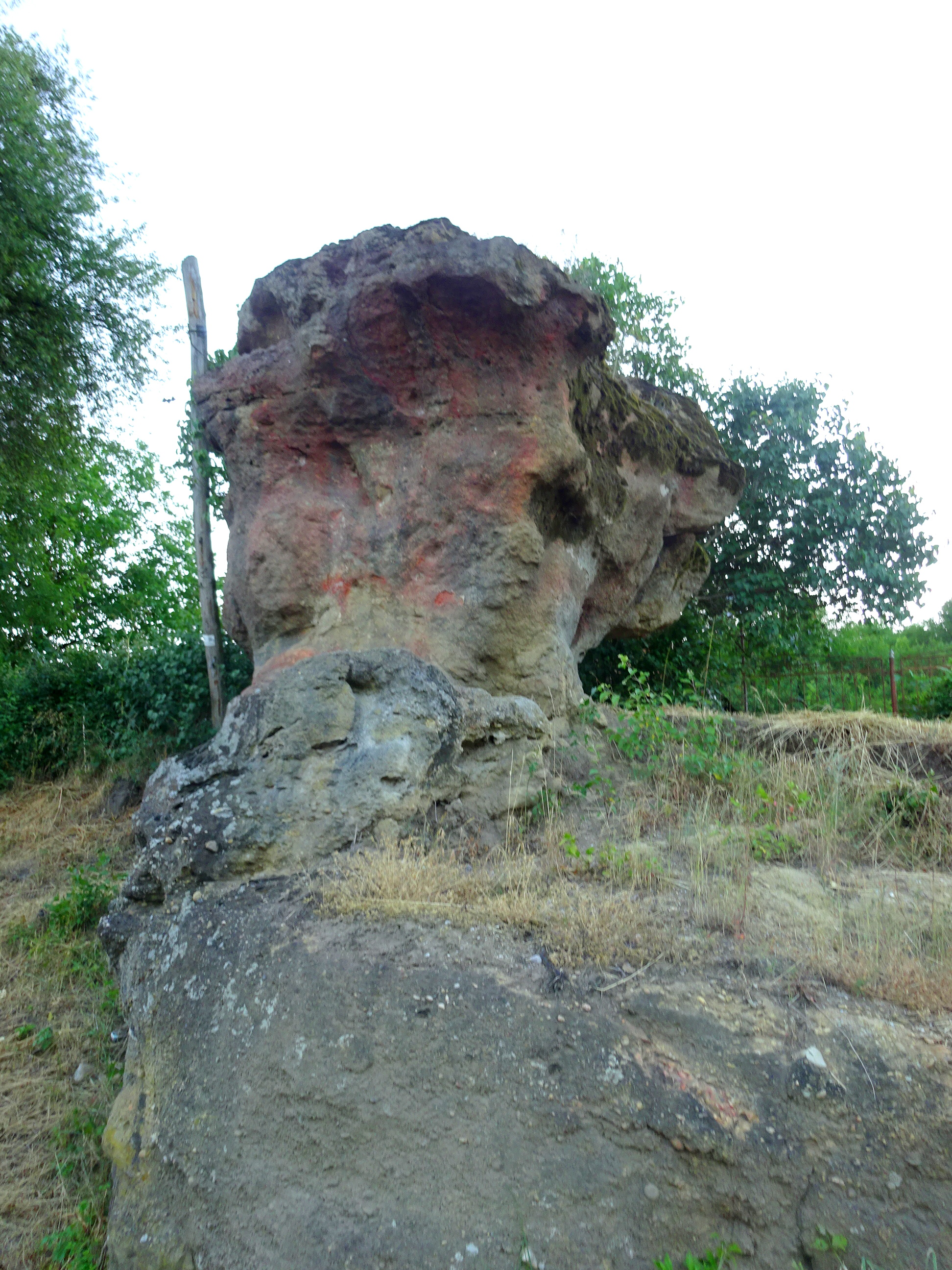
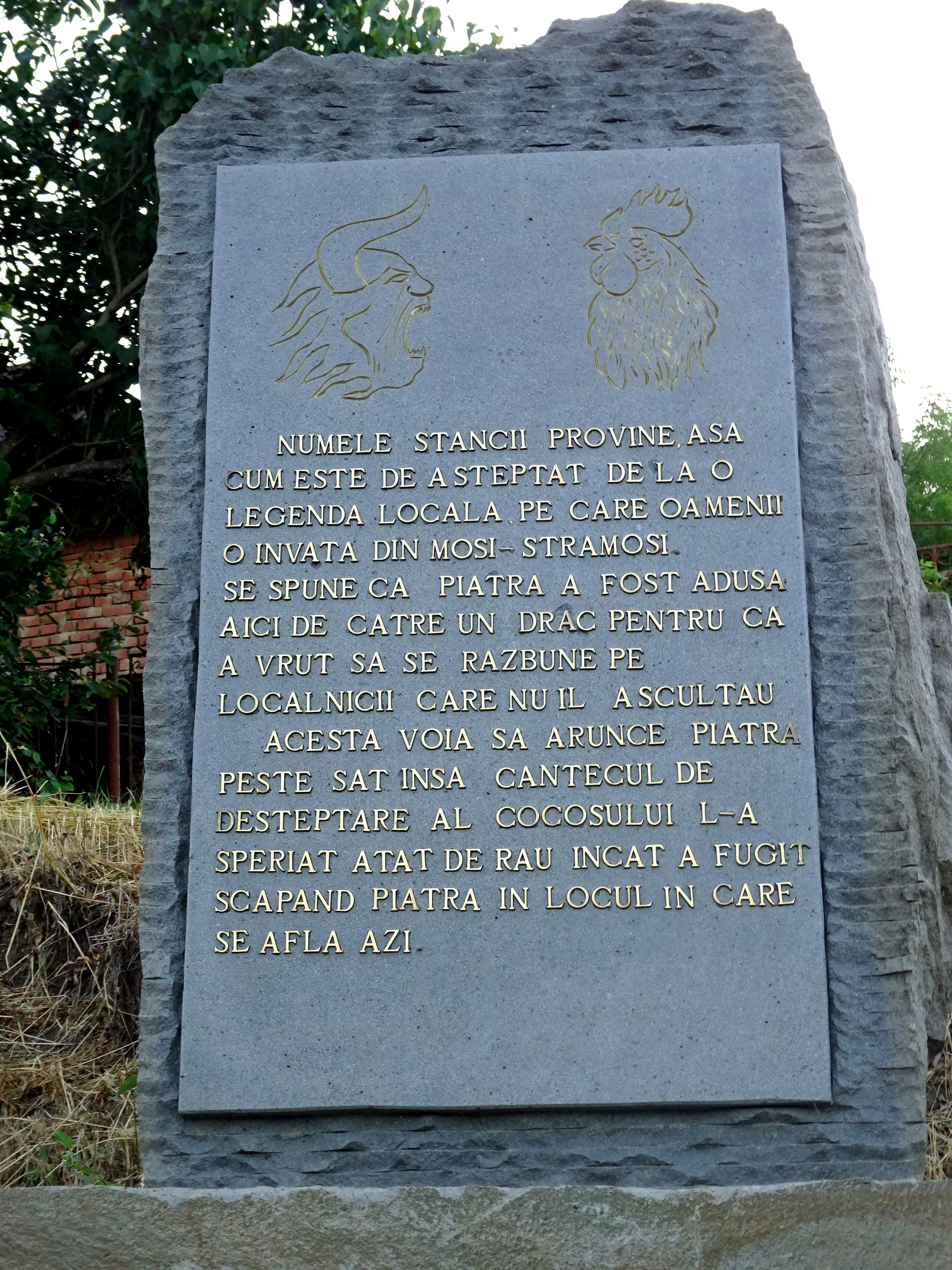
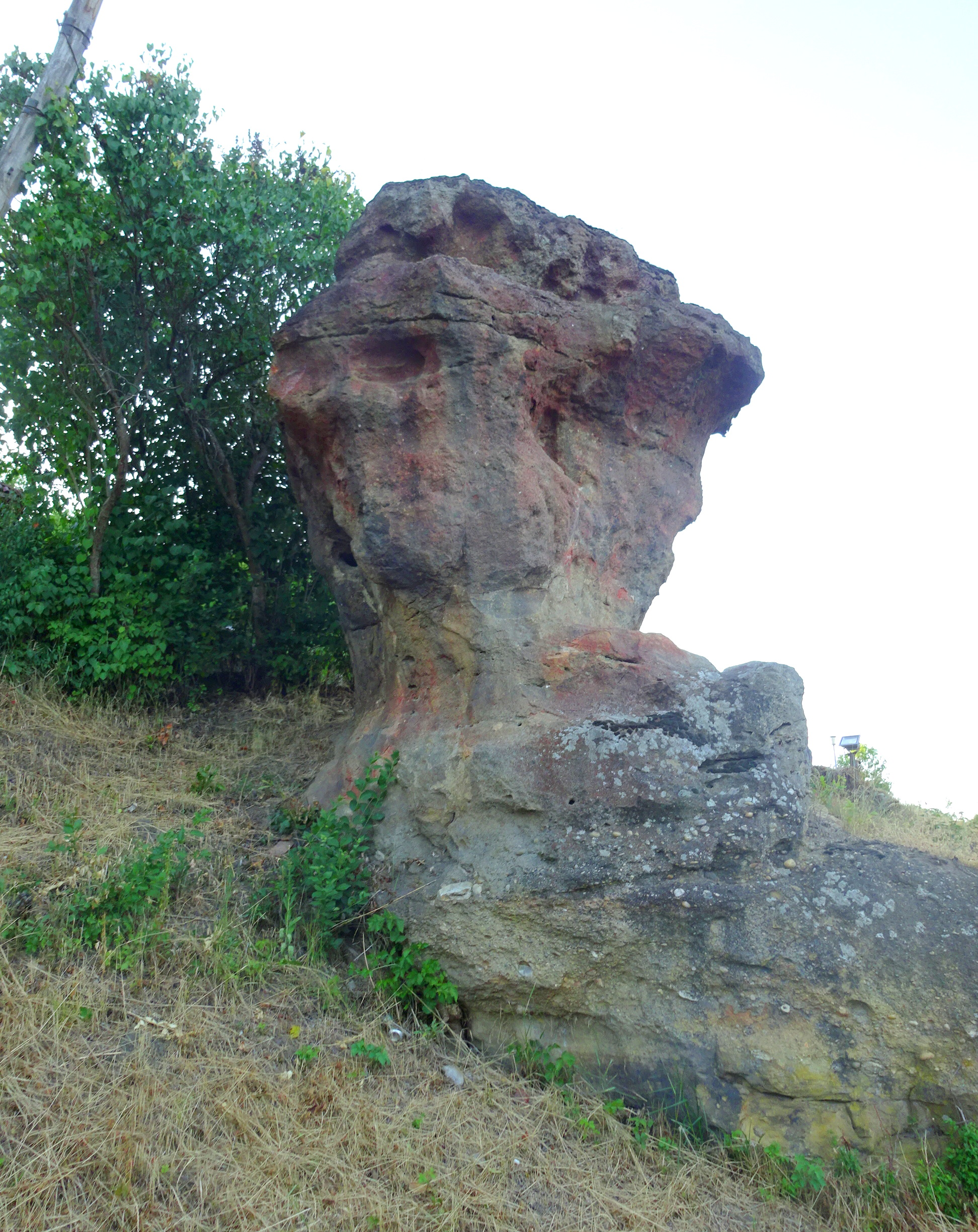